# دائرة قصيبية
دائرة قصيبية هي إحدى دوائر إقليم سيدي سليمان، التابع لجهة الرباط سلا القنيطرة، المملكة المغربية. تضم الدائرة 2 جماعات قروية، وبلغ عدد سكانها 42017 فرداً سنة 2004 حسب الإحصاء الرسمي للسكان والسكنى. يتبع للدائرة 7 مشيخة و56 دوار.

## التقسيمات الإداريّة
تعتبر دائرة قصيبية إحدى الدوائر المشكّلة لإقليم سيدي سليمان، وهو التقسيم الإداري من المستوى الرابع المعتمد في المغرب. ينقسم إقليم سيدي سليمان إلى 8 جماعات قروية تختلف من حيث السكان والمساحة، والتي بدورها تنقسم إلى مشيخات تضم عدداً من الدواوير.